# Mirošov (district de Rokycany)
Pour les articles homonymes, voir Mirošov.
Mirošov (en allemand : Miroschau, précédemment : Miröschau) est une ville du district de Rokycany, dans la région de Plzeň, en République tchèque. Sa population s'élevait à 2 274 habitants en 2021.

## Géographie
Mirošov se trouve à 8 km au sud-est de Rokycany, à 22 km à l'est-sud-est de Plzeň et à 71 km au sud-ouest de Prague.
La commune est limitée par Hrádek au nord, par Dobřív au nord-est, par Skořice à l'est, par Štítov, Příkosice et Kakejcov au sud, et par Nevid, Veselá et Kamenný Újezd à l'ouest.

## Histoire
La première mention écrite de la localité date de 1366.

## Patrimoine

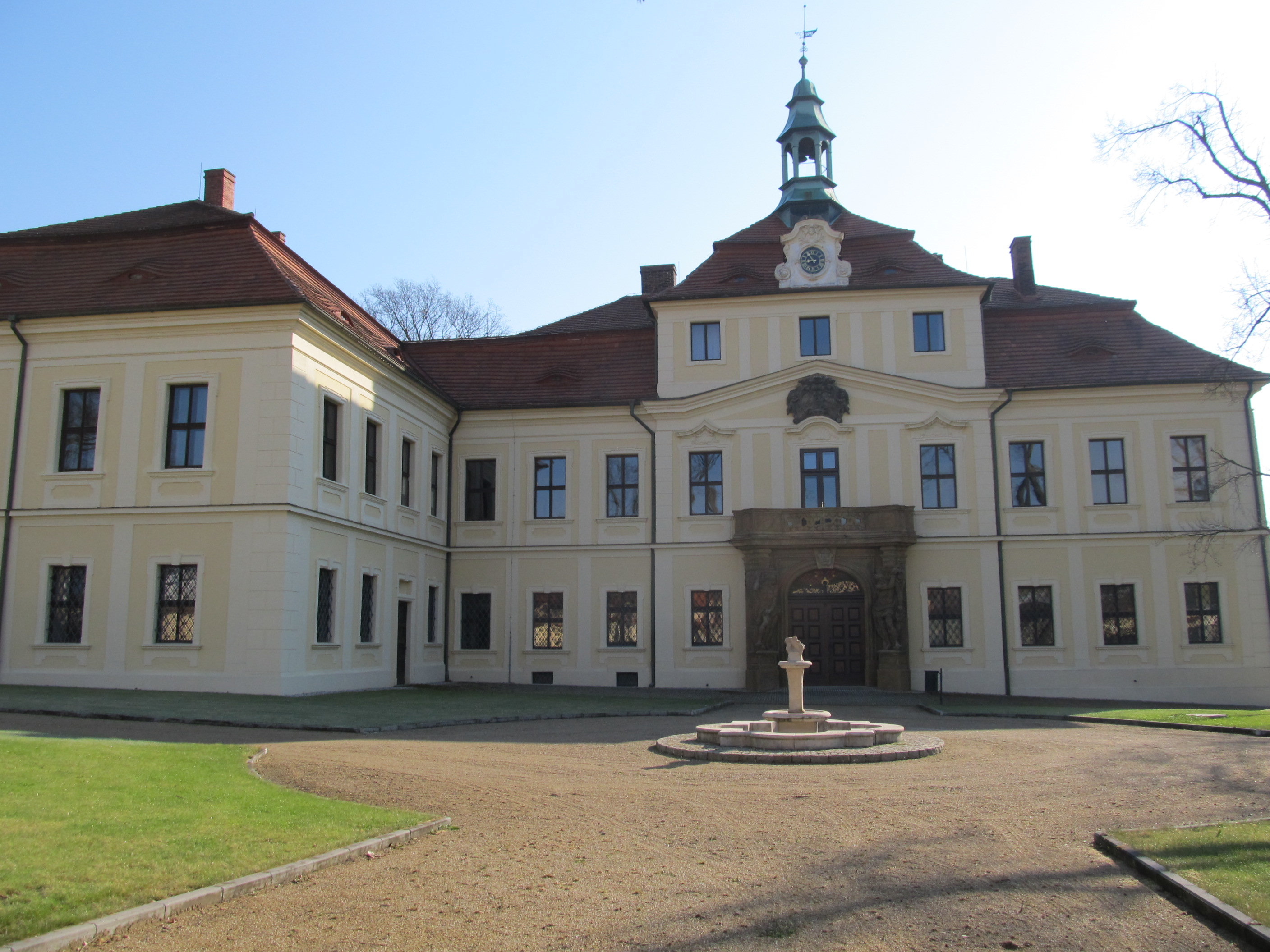
Façade du château de Mirošov.
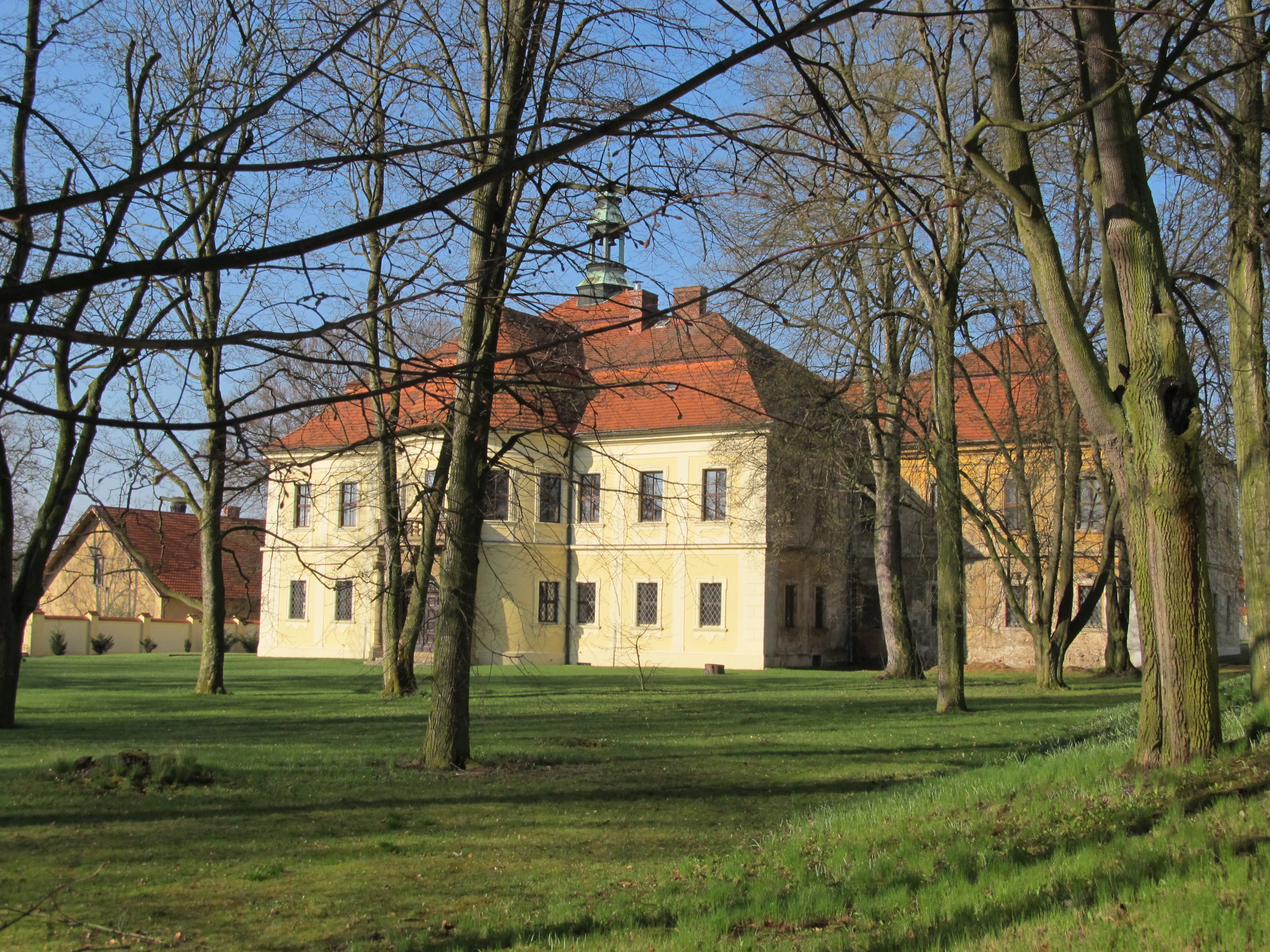
Parc du château de Mirošov.

## Transports
Par la route, Mirošov se trouve à 9 km de Rokycany, à 26 km de Plzeň et à 89 km de Prague. 